# 14. Unterseebootsflottille
De 14. Unterseebootsflottille was een operationele eenheid U-Boten van de Duitse Kriegsmarine. De eenheid werd op 15 december 1944 opgericht en kwam onder leiding te staan van Helmut Möhlmann.
Acht U-Boten maakten tijdens het bestaan van de eenheid deel uit van de 14. Unterseebootsflottille. De eenheid zat tijdens haar gehele bestaan gevestigd in Narvik. Vanuit deze basis opereerde de eenheid vooral in de Noordzee. Met de overgave van Nazi-Duitsland in mei 1945 werd ook de eenheid officieel opgeheven.

## Commandanten
- December 1944 - mei 1945 - Korvettenkapitän Helmut Möhlmann[1]